# Edward Mitens
Edward Esbern Mitens (30. november 1889 i Tvøroyri - 3. juni 1973 i Tórshavn) var en færøsk sagfører, embedsmand og politiker (SF). Han var indvalgt i Lagtinget 1916–1940 og i Folketinget 1915–1918. Han var medlem af Regeringen Kristian Djurhuus II 1954–1959. Hans politiske karriere havde sit højdepunkt i 1930erne, da han også var lagtingsformand og partiformand for Sjálvstýrisflokkurin.

## Familiebaggrund og karriere
Han blev født i Tvøroyri på Suðuroy som søn af skibsreder og købmand Niels Juel Mortensen og Josephine (født Effersøe). Drengen blev døbt Edward Mortensen, men skiftede efternavn til Mitens i 1923. Han giftede sig i 1916 med Annie Wissing fra København, og de blev forældre til Niels Ole Mitens og Hans Birger Mitens.
Mitens gik realskolen i Tórshavn 1901–1905 før han tog studentereksamen ved Sorø Akademi i 1907 og juridisk embedseksamen ved Københavns Universitet i 1912. Han havde også et kort studieophold med Statskundskabslige forelæsninger ved University of Oxford i 1912. Som student i København var han med til at stifte en færøsk studenterforening, Føroyska Studentafelagið í Keypmannahavn, hvor han var formand i et år.
Han var konstitueret sysselmand for Suðuroy syssel fra 1. maj til 1. oktober 1913 og i Eysturoy syssel fra 1. oktober 1913 til 31. desember 1914. Han var derefter Advokatfuldmægtig i Tórshavn fra 1918, sagfører fra 1924, landsretssagfører fra 1934 samt kontorchef ved Lagtingets administrationskontor og sygehusdirektør 1939–1949. Det var ham selv som tog initiativet til oprettelsen af administrationskontoret som lagtingsmedlem i 1924. Mitens var også formand for Skipafelagið Føroyar, Føroya Banki og North Atlantic Salt Co.
Han var finsk vicekonsul på Færøerne fra 1932 og konsul fra 1954.

## Politiske arbejde
Han repræsenterede Sjálvstýriflokkurin i det færøske Lagtinget 1916–1940, valgt for Suðuroy. Allerede i 1916 fik han tilslutning til at amtmanden og provsten ikke længere skulle være selvskrevne medlemmer af Lagtinget. I 1928 gik flertallet ind for at Landsudvalget skulle ivaretage Lagtingets interesser udenfor samlingerne. Mitens var formand i Landsudvalget i en årrække fra 1929. Han var også lagtingsformand 1928–1931 og 1936–1939, og skrev sig ind i historien som tidenes yngste lagtingsformand da han blev valgt i en alder af 39 år i 1928. Han var desuden valgt til Folketinget fra Færøerne 1915–1918, og var medlem af kommunestyrelsen Tórshavn 1925–1928.
I 1936 blev han valgt til formand i Sjálvstýrisflokkurin efter en kampafstemning mod den sidende formand Jóannes Patursson. Mitens tilhørte flertallet som forud havde gået ind for at støtte en omfattende landbrugsreform, traðarlógin, som blandt andet forpligtede kongsbønder til at afstå jord til odelsbønder, og som kongsbonden Patursson var stærkt imod. I 1938 fik partiet tilslutning til at indføre færøsk som undervisnings- og kirkesprog. Mitens sad som partiformand indtil  1939.
Det var Mitens som skrev memorandumet senere kendt som Bráðfeingisstýrisskipanin den 20. april 1940, som kort skitserede  skistserede  hvordan styreformen skulle være på Færøerne under 2. Verdenskrig. Memorandumet blev vedtaget som Bráðfeingisstýrisskipanarlógin af Lagtinget den 9. maj samme år. Dette var efter at Mitens i mellemtiden havde måttet henvise til Dansk Vestindiens aftale fra 1906 for at påvise at forslaget havde hjemmel i dansk lov grundet omstændighederne. Han henviste også til de aftaler som Åland, Isle of Man og Jersey havde med deres respektive overherrer.
Mitens afsluttet sin politiske karriere som minister uden portefølje  i Kristian Djurhuus' anden regering 1954–1959 med reelt ansvar for skole, kultur, sundhed og socialvæsen. Hans håndtering af sundhedssager gjorde, at han blev stærkt involveret i Klaksvíkstriden. Han var medvirkende til oprettelsen av Kringvarp Føroya i 1957.

## Udmærkelser
Han var blandt andet ridder af Dannebrog og ridder af 1. klasse af Finlands Løves orden.